# Lilla Brinnasen
Lilla Brinnasen är en sjö i Ljusdals kommun i Hälsingland och ingår i Ljusnans huvudavrinningsområde. Sjön har en area på 0,157 kvadratkilometer och ligger 199 meter över havet. Sjön avvattnas av vattendraget Stocksboån (Sundsån).

## Delavrinningsområde
Lilla Brinnasen ingår i det delavrinningsområde (684635-150181) som SMHI kallar för Utloppet av Lilla Brinnasen. Medelhöjden är 215 meter över havet och ytan är 0,72 kvadratkilometer. Räknas de 12 avrinningsområdena uppströms in blir den ackumulerade arean 74,91 kvadratkilometer. Stocksboån (Sundsån) som avvattnar avrinningsområdet har biflödesordning 3, vilket innebär att vattnet flödar genom totalt 3 vattendrag innan det når havet efter 144 kilometer. Avrinningsområdet består mestadels av skog (65 procent). Avrinningsområdet har 0,15 kvadratkilometer vattenytor vilket ger det en sjöprocent på 20,6 procent.